# Исландска депресия
Исландската депресия (Исландски минимум, Исландски циклон) е област на многогодишно ниско атмосферно налягане в северната част на Атлантическия океан, в района на остров Исландия и е един от главните центрове на действие на земната атмосфера. Основният ѝ център е на морското равнище между Исландия и Южна Гренландия, където атмосферното налягане през месец януари е под 996 mb. Други центрове на ниско налягане през зимата се наблюдават западно от Гренландия и над Баренцево море. През лятото Исландската депресия отслабва и се разделя на 2 центъра: над Датския проток и на запад от Гренландия. По южната периферия на депресията ниско над земната повърхност се пренасят въздушни маси от Атлантическия океан към Европа, които способстват за формирането на океански климат над Западна Европа. Във височина Исландската депресия бързо се премества над североизточните райони на Северна Америка, над области с ниски температури на въздуха и се превръща в Околополярна депресия, създаваща западния пренос на въздух в големи части на тропосферата и долната стратосфера над Северното полукълбо. Тя дава отражение на многогодишните карти на атмосферното налягане с преобладаването на дълбоки и устойчиви циклони над антициклоните, особено през зимата.